# حزمة تطوير الألعاب
حزم تطوير الألعاب ( GDK ) هي عبارة عن أجهزة وبرامج متخصصة تستخدم لإنشاء ألعاب فيديو تجارية لوحدات التحكم الخاصة بالألعاب. يمكن أن يتم إقران حزم تطوير الألعاب بأدوات تطوير الألعاب و رخص محرك الألعاب الخاصة و برامج وسيطة الأخرى للمساعدة في تطوير ألعاب الفيديو . عادةً، لا تكون حزم تطوير الألعاب متوفرة للعامة. تتطلب حزم تطوير الألعاب من مطوري الألعاب الدخول في اتفاقية أو شراكة أو برنامج مع الشركة المصنعة لأجهزة الألعاب للحصول عليها. مع مرور أجيال من وحدات التحكم ، غالبًا ما يتم بيع حزم التطوير عن طريق مواقع الويب مثل eBay بدون أي عواقب. ذلك لأن مصنعي الأجهزة يوقفون برامج تطوير معينة مع مرور الوقت.

## نظرة عامة
في ثمانينيات القرن العشرين، لم تتضمن الحوسبة صنع نماذج ثلاثية الأبعاد أو أي برمجة معقدة بسبب محدودية قدرة الأجهزة.  هذا، بالإضافة إلى الطبيعة الهاوية لبرمجة ألعاب الكمبيوتر المبكرة، عنى أن العديد من الأفراد أو الشركات الصغيرة لن تقوم بتطوير ألعاب لوحدات التحكم. حتى عندما أصبحت وحدات التحكم سائدة (مثل نظام Nintendo Entertainment System)، لم يكن هناك GDK رسمي أو متاح للعامة؛ نظرًا لأن معظم مصنعي أجهزة الألعاب كانوا يطورون ألعابهم داخليًا. على سبيل المثال، كان لدى شركة نينتندو فرق تطوير داخلية لكل من الأجهزة والبرامج. 
بحلول الجيل الخامس من وحدات التحكم، تم تطوير حزم تطوير الألعاب لتشجيع المزيد من المطورين على إنشاء ألعاب وحدات التحكم وتنمية صناعة ألعاب الفيديو. بدأت حزم تطوير الألعاب كطريقة بسيطة للمطورين لتوصيل أجهزة الكمبيوتر الخاصة بهم بأجهزة التحكم، مما يسمح لهم بترجمة البرامج على أجهزة الكمبيوتر الخاصة بهم ثم مشاهدتها تعمل مباشرة على وحدة التحكم. بمجرد أن بدأت معظم حزم تطوير الألعاب (GDKs) في أن تصبح مجمعة مع برامج خاصة بالأجهزة، كان على الهواة أو أي شخص غير تابع بشكل مباشر لشركة تصنيع وحدات التحكم أن يطوروا ألعابهم دون البرامج المتخصصة للوصول إلى ميزات فريدة مثل Kinect الخاص بـ Xbox One أو Wii U GamePad.
غالبًا ما تتوفر حزم تطوير الألعاب الحديثة مجمعة مسبقا مع البرامج المتخصصة، وهي أكثر شكلية مقارنة بحزم تطوير الألعاب من الجيل السابق. في الأجيال الأقدم من أجهزة الألعاب، كان على المطورين أن يصنعوا أجهزتهم الخاصة بنفسهم و أن يطوروا ألعابًا بمستويات مختلفة من البرمجة (مثل assembly ). اليوم، توفر برامج مثل Unity 3D بيئة برمجية كاملة، كما توفر شركات تصنيع وحدات التحكم مثل Nintendo أجهزة تطوير قوية ومصقولة من خلال برامج يمكن للمطورين التسجيل فيها. حتى أن الشركات المصنعة لأجهزة الألعاب الأخرى تسمح باستخدام وحدات التحكم للبيع بالتجزئة كحزم تطوير، بشرط أن يستخدم المطور برنامج التطوير هذه. 

## الجيل الثالث

### نينتندو إنترتينمنت سيستم
لم تكن هناك مجموعة تطوير رسمية لجزء كبير من عمر نينتندو إنترتينمنت سيستم (NES) . توجب على مطوري ألعاب الفيديو الذين يقومون بإنشاء ألعاب لأجهزة NES إنشاء حزم تطوير خاصة بهم، مثل Rocket Science Production بنظام التطوير "NES Mission Control". تم استخدام برنامجين على الأقل بالاشتراك مع أجهزة NES Mission Control؛ NESTEST. EXE الذي سيتم استخدامه لاختبار و تصحيح الأخطاء البرمجية لأجهزة التطوير، وHST. EXE والذي سيتم استخدامه للاتصال بين الكمبيوتر وأجهزة تطوير الخاصة بـNES. 

## الجيل الرابع

### نظام سوبر نينتندو للترفيه
استخدم نظام Super Nintendo Entertainment خراطيش EPROM المتخصصة للتطوير،  بالإضافة إلى برامج أخرى مختلفة. على غرار NES، غالبًا ما كان المطورون يصنعون برامج التطوير الخاصة بهم أو يعتمدون على برامج الوسيطة التي صنعها مطورون آخرون.  

## الجيل الخامس

### بلاي ستيشن
هناك العديد من التفاوتات لمجموعة تطوير PlayStation المستخدمة لإنشاء الألعاب. كان أحد إصدارات مجموعة التطوير يحتوي على ثلاثة مكونات فقط،  بينما تضمنت مجموعة تطوير PlayStation Ultimate ما يصل إلى 26 مكونًا، متضمنتا مجموعة تطوير Net Yaroze الكاملة. 
كانت نسخة Net Yaroze من مجموعة التطوير فريدة من نوعها حيث تمت إزالة بعض الميزات وإضافتها مقارنة بمجموعة تطوير PlayStation الرسمية (الكاملة). صممت أجهزة Net Yaroze للهواة. أما المطورون الرسميون، فبإمكانهم الوصول إلى حزم تطوير PlayStation الرسمية.  كان هناك أيضًا إصدار أزرق من PlayStation مخصص للمطورين لقراءة الأقراص المحروقة للسماح باختبار سريع للإصدارات المصورة لألعاب الفيديو الخاصة بهم. في حين كانت هناك أقراص CD-R رسمية تحمل علامة PlayStation التجارية والتي كان بالإمكان استخدامها مع PlayStation الأزرق، كانت أقراص CD-R العادية متوافقة أيضًا مع النظام. 

### نينتندو 64/64DD
تتكون مجموعة تطوير Nintendo 64 من مكونات متعددة، لكل من N64 وملحقها الإضافي، N64DD. كان الجهاز الرئيسي المستخدم في تطوير ألعاب N64 هو Partner-N64 Development Kit،   واستخدم خراطيش طويلة لتطوير/اختبار الألعاب بدلاً من الخراطيش القصيرة التي تم بيعها مع الألعاب المباعة بالتجزئة. كان أحد مكونات الأجهزة في تطوير N64 هو NU64 Flash Gang Writer، والذي سمح للمطورين بنسخ البيانات من خرطوشة واحدة إلى خراطيش متعددة في وقت واحد. كان هذا الجهاز يستخدم في المقام الأول لإنشاء نسخ اختبارية وطباعية للألعاب، كما كان يعتمد على الخراطيش الطويلة بدلاً من خراطيش التجزئة القصيرة. 
تتضمن الإصدارات الأخرى من Nintendo 64 GDK مجموعة تطوير SN Systems، بالإضافة إلى نظام تطوير SN Maestro 64 Music. يسمح جناح التطوير للمطورين بتشغيل التعليمات البرمجية من الكمبيوتر مباشرة إلى وحدة التحكم، ويتضمن حزمة برمجية. سمح نظام Maestro 64 Music للمطورين بتحميل برامج الموسيقى على وحدة التحكم وتشغيل الموسيقى من خلال أجهزة Nintendo 64.  كان هناك بديل غير رسمي آخر لتطوير الألعاب لجهاز N64 وهو Doctor V64 ، الذي صنعته شركة Bung Enterprises .   

## الجيل السادس

### دريمكاست
كانت وحدات Sega Dreamcast فريدة من نوعها حيث أنها استخدمت أقراص GD-ROM ؛ وهي أقراص جيجا تستطيع تخزين 1 جيجابايت من البيانات. كان هذا الحجم أكثر بقليل من قرص مضغوط نموذجي، ولكن أقل من قرص DVD. في حين تم استخدام أجهزة نسخ GD-ROM من قبل بعض المطورين، نظرًا لأن Dreamcast كان متوافقًا مع الأقراص المضغوطة ونظرًا لأن معظم الألعاب لم تكن تشغل 1 جيجابايت من البيانات في ذلك الوقت، ظلت أقراص GD-ROM غير شائعة حيث اختار المطورون استخدام الأقراص المضغوطة التي يمكن الوصول إليها بسهولة أكبر لوسائط الأقراص الخاصة بهم.  كانت وحدة التحكم نفسها بيضاء اللون، مثل الإصدار المباع بالتجزئة من وحدة تحكم Dreamcast، ولكن على عكس وحدة التحكم المتاحة للبيع بالتجزئة، كانت وحدة التحكم في مجموعة التطوير تبدو مثل جهاز كمبيوتر سطح مكتب نموذجي من التسعينيات ولكنها أقصر ارتفاعا. تختلف أيضًا شاشة بدء تشغيل وحدة التحكم في مجموعة أدوات التطوير، حيث تستخدم رسومات ثلاثية الأبعاد بدلاً من الرسومات ثنائية الأبعاد المستخدمة في وحدة التحكم للبيع بالتجزئة.

### بلاي ستيشن 2
كانت مجموعة أدوات التطوير الخاصة بجهاز PS2 تبدو مثل جهاز PS2 المتاح للبيع بالتجزئة، ولكنها كانت أكثر سمكًا بشكل كبير.

### جيم كيوب
كانت وحدة التحكم في مجموعة أدوات التطوير لجهاز Nintendo GameCube بيضاء اللون وشكلها يشبه جهاز كمبيوتر سطح المكتب، وكانت منافذ وحدة التحكم هي المكان الذي يكون فيه محرك الأقراص الضوئية عادةً. 

### اكس بوكس
عندما كان المطورون يقومون بإنشاء برامج لجهاز Xbox الأصلي، تم استخدام نموذج أولي للمتحكم في حزم التطوير الأولية. كان هذا المتحكم أنحف، وله جوانب ممدودة، ويستخدم كابل USB بدلاً من كابل متوافق مع منفذ Xbox.  كانت وحدة التحكم في مجموعة أدوات التطوير على شكل كمبيوتر سطح مكتب، وكانت باللون الرمادي وتحتوي على دائرة خضراء في منتصف الجزء الأمامي من وحدة التحكم مع علامة X داخل الدائرة.

## الجيل السابع

### اكس بوكس 360
تتولى شركة Microsoft إدارة برنامج الأدوات والبرامج الوسيطة لـ Xbox 360 ، والذي يقوم بترخيص حزم التطوير (الأجهزة والبرامج) لمطوري البرامج المحترفين الذين يعملون على الأدوات والتقنيات الخاصة بالألعاب. يتطلب الوصول إلى هذا البرنامج مراجع صناعية جيدة، وخبرة سابقة في أدوات الألعاب وتطوير البرامج الوسيطة، وتوقيع اتفاقية عدم الإفصاح. 

### بلاي ستيشن 3
يتيح برنامج مطوري PlayStation للمطورين المسجلين نشر ألعابهم عبر شبكة PlayStation ، مما يجعل ألعابهم متاحة على PlayStation 3 وPlayStation 4 وPlayStation Vita وPlayStation TV من خلال برنامج واحد. 

### وي
كانت مجموعة تطوير Wii عبارة عن حزمة من أجهزة "NDEV" - صندوق أسود كبير مليء بأجهزة تصحيح الأخطاء/الاختبار التي لا تشبه على الإطلاق أجهزة Wii البيضاء الرفيعة التي تباع للمستهلكين - وقرص يحتوي على أدوات برامج المطور. 

## الجيل الثامن

### اكس بوكس ون
تدير Microsoft ببرامج تطوير متعددة للأشخاص الذين يرغبون في تطوير الألعاب لمنصاتها: ID@Xbox لتطوير ألعاب Xbox One ، و Windows Dev Center لتطوير الألعاب والتطبيقات لأنظمة التشغيل Windows 8 وWindows 8.1 وWindows 10 وXbox One.
- يتيح برنامج ID@Xbox لمطوري الألعاب المؤهلين نشر ألعابهم بأنفسهم على Xbox One، بالإضافة إلى الوصول إلى برامج وسيطة مجانية واستخدام مجموعتين من أجهزة التطوير مجانًا. [23]
- يتيح مركز تطوير Windows للمطورين إنشاء تطبيقات وألعاب على أنظمة التشغيل Windows 8 وWindows 8.1 وWindows 10 كجزء من نظام Universal Platform Windows . [24]

### بلاي ستيشن 4 وبلاي ستيشن فيتا
يتيح برنامج مطوري PlayStation للمطورين المسجلين نشر ألعابهم عبر شبكة PlayStation ، مما يجعل ألعابهم متاحة على PlayStation 3 وPlayStation 4 وPlayStation Vita وPlayStation TV من خلال برنامج واحد.  كانت حزم تطوير PlayStation 4 تُعرف باسم "Orbis"، و لكن هذا كان مجرد اسم رمزي.  يمكن للمؤسسات الأكاديمية التسجيل لتلقي حزم تطوير PS4 للاستخدام التعليمي، ولا تخضع لقيود إقليمية على عكس أعضاء برنامج مطوري PlayStation العاديين. 

### وي يو
أدارت نينتندو برنامج تطوير موحد لكل من منصاتها Wii U و Nintendo 3DS. وفر هذا البرنامج للمطورين البرمجيات والبرامج الوسيطة للمطورين، ويسمح للمطورين بنشر ألعابهم بأنفسهم على متجر Nintendo eShop .  تعتبر الألعاب والتطبيقات المنشورة عبر هذا البرنامج "تابعة لجهات خارجية" ولا تنتمي إلى Nintendo، مما يسمح للمطورين المستقلين بنشر ألعابهم على منصات متعددة مختلفة. انتهت هذه الخدمة بالتزامن مع إغلاق متجري Wii U و3DS eShops في 27 مارس 2023. 
تتكون أجهزة تطوير Wii U من نظام يسمى "CAT-DEV"، مع الأجهزة الطرفية المصاحبة له مثل جهاز التحكم عن بعد بالشاشة (من المفترض أنه جهاز Wii U GamePad  ) وشريط الاستشعار. 

### نينتندو 3DS فاميلي
يتيح برنامج مطوري Nintendo للمطورين استخدام أدوات تطوير Nintendo 3DS، ويسمح للمطورين بنشر ألعابهم بأنفسهم على Nintendo eShop.  كما ذكرنا في قسم Nintendo Wii U أعلاه، فإن الألعاب والتطبيقات المنشورة من خلال هذا البرنامج تعد "طرفًا ثالثًا" ولا تنتمي إلى Nintendo، مما يسمح للمطورين المستقلين بنشر ألعابهم على منصات متعددة مختلفة.
من الغريب أن بعض حزم تطوير 3DS لا يمكنها تشغيل الألعاب المتوفرة في المتاجر . 

## روابط خارجية
- http://www.warioworld.com/ - (موقع المطور العام لشركة Nintendo)
- https://web.archive.org/web/20130816205156/https://wiiu-developers.nintendo.com/ - (موقع مطور Nintendo Wii U)
- https://developer.nintendo.com/home - (بوابة مطوري Nintendo)
- http://www.xbox.com/en-US/developers - (موقع Microsoft Xbox One للمطورين)
- https://dev.windows.com/en-us/programs - (موقع Microsoft Universal Windows Platforms Developer)
- https://www.playstation.com/en-us/develop/ نسخة محفوظة 4 ديسمبر 2020 على موقع واي باك مشين. - (موقع برنامج مطوري PlayStation)